# Șirna (gmina)
Șirna – gmina w Rumunii, w okręgu Prahova. Obejmuje miejscowości Brătești, Coceana, Hăbud, Șirna, Tăriceni i Varnița. W 2011 roku liczyła 4935 mieszkańców.